# 리승호
리승호(? ~ 2014년 8월 10일)는 조선민주주의인민공화국의 정치인이다. 조선로동당 중앙위원회 통계국장 겸 중앙검사위원위 위원장을 역임했다.

## 경력
1999년 6월, 수도건설 공로로 국가표창을 받았다. 2008년 북창화학발전연합기업소 지배인을 거쳐 2012년 4월부터 2013년 4월까지 내각 부총리를 지냈다. 2014년 4월, 김창수 후임으로 조선로동당 중앙위원회 통계국장 겸 중앙검사위원위 위원장에 임명되었다. 2014년 8월에 사망했다.

## 최고인민회의 대의원
2009년 최고인민회의 제12기 대의원과 2014년 제13기 대의원을 지냈다.

## 기타
2010년 11월 조명록 사망 당시에 국가 장의위원회 위원을 맡았다.